# Tenuipalpus argus
Tenuipalpus argus är en spindeldjursart som beskrevs av Baker och Pritchard 1953. Tenuipalpus argus ingår i släktet Tenuipalpus och familjen Tenuipalpidae. Inga underarter finns listade i Catalogue of Life.